# Asota diluta
Asota diluta là một loài bướm đêm trong họ Erebidae.